# Гин, Эд
Эд Гин (встречается также Гейн; англ. Ed Gein [ɡiːn]), полное имя Э́двард Теодо́р Гин (англ. Edward Theodore Gein; 27 августа 1906, Ла-Кросс, Висконсин, США — 26 июля 1984, Мэдисон, Висконсин, США) — американский серийный убийца, некрофил и похититель трупов. Один из самых известных серийных убийц в истории США. Его образ широко проник в популярную культуру второй половины XX века (фильмы и литературу).

## Биография

### Детство
Эдвард Гин родился в округе города Ла-Кросс в штате Висконсин 27 августа 1906 года.
Родители — Джордж Филип Гин (4 августа 1873 — 1 апреля 1940) и Августа Вильгельмина Лерке (21 июля 1878 — 29 декабря 1945).
Мать была дочерью прусских эмигрантов. Когда родился Гин, в семье уже был сын Генри Джордж Гин (17 января 1901 — 16 мая 1944). Августа и Джордж познакомились, когда им было 19 и 24 соответственно, и поженились 4 декабря 1899 года. Брак родителей не заладился с самого начала. Отец был алкоголиком, систематически остававшимся без работы (он работал то страховым агентом, то плотником, то дубильщиком), из-за чего всё хозяйство, фактически, держалось на одной Августе, у которой была маленькая бакалейная лавка. Несмотря на то, что мать презирала отца, они не расторгали брак из-за религиозных убеждений. Августа выросла в лютеранской семье, члены которой были ярыми противниками любовных отношений, из-за чего она во всём видела лишь грязь, грех и похоть. Мать запрещала Эдварду и Генри общаться с другими детьми, постоянно заставляла заниматься тяжёлой работой на ферме и отпускала их только в школу. Она постоянно читала сыновьям Библию, а город Ла-Кросс называла «адской дырой» и убеждала детей, что весь мир погряз в грехе и разврате, и что все женщины, кроме неё — шлюхи. В 1913 году Августа решила, что жизнь вблизи Ла-Кросса слишком пагубна для её детей, и семейство, накопив денег, купило небольшую молочную ферму приблизительно в сорока милях к востоку от Ла-Кросса, но в 1914 году, по неизвестным причинам, Гины продали её и купили другую, в окрестностях Плейнфилда.
В школе Эд был очень застенчив, и у него не было друзей, так как мать жестоко наказывала его за все попытки с кем-либо подружиться. Согласно книге про Гина «Deviant», у него был небольшой кожный нарост на левом веке, который был объектом насмешек со стороны одноклассников, а также стал причиной того, почему Эдвард, получив в 1942 году повестку в армию, не прошёл медкомиссию. Позже некоторые из его бывших одноклассников вспоминали, что за Эдом наблюдался ряд странностей. В частности, мальчик мог в любой момент засмеяться безо всякой причины, как если бы он услышал какую-то шутку. Несмотря на тяжёлое социальное развитие, Эдвард учился довольно неплохо и особенно успевал на уроках чтения. Когда Гину было 10 лет, он испытал оргазм, глядя на то, как его мать и отец зарезали свинью. Однажды Августа увидела, что он мастурбирует, и в наказание ошпарила его кипятком. Несмотря на это, Эд считал свою мать святой, хотя Августа редко была довольна сыновьями, считая, что они вырастут такими же неудачниками, как их отец. Подростками Эдвард и Генри очень редко выходили за пределы фермы, и их круг общения ограничивался их же семьёй.

### Отклонения в психике
Отец Гина, болевший пневмонией, умер 1 апреля 1940 года, в возрасте 66 лет, от остановки сердца, вызванной алкоголизмом. После этого, чтобы покрыть расходы на проживание, Эдвард и Генри начали чаще выходить за пределы фермы в Плейнфилд, где перебивались случайными заработками. Эдвард очень часто работал няней для соседских детей. В 1941 году у Генри начался роман с разведённой матерью-одиночкой. Он планировал переехать к ней и поэтому всерьёз стал беспокоиться за брата, так как влияние Августы на Эдварда к тому моменту стало ещё более сильным. Генри несколько раз критически высказывался брату о матери.
16 мая 1944 года Эдвард и Генри сжигали болотную растительность на территории их фермы. В какой-то момент огонь вышел из-под контроля и привлёк внимание местной пожарной станции. В конце дня, когда огонь был потушен и пожарные уехали, Эдвард заявил об исчезновении Генри. Через несколько часов Эдвард, Августа и два помощника шерифа нашли труп Генри, который лежал лицом вниз. На первый взгляд всё выглядело так, словно он умер от остановки сердца, так как видимых ран или ожогов на его теле заметно не было. Гарольд Шехтер в книге о Гине пишет, что на голове Генри были синяки, но, как бы то ни было, полиция отклонила версию умышленного распространения огня, а коронер округа позже официально заключил, что причиной смерти было удушье. Хотя у некоторых следователей были подозрения, что это Эдвард убил брата, официально против него никаких обвинений выдвинуто не было, так как власти приняли версию несчастного случая и вскрытие не производилось.
Вскоре после смерти Генри Августу хватил удар, и она оказалась прикованной к постели. Эд ухаживал за ней круглыми сутками, но она всё равно была недовольна. Она постоянно кричала на сына, называя его слабаком и неудачником. Время от времени она позволяла ему лежать в постели вместе с собой в течение ночи. В 1945 году Августа оправилась от инсульта. Они с Эдвардом пошли к их соседу по имени Смит, чтобы купить у него солому. Августа испытала сильный шок, когда увидела, что тот сожительствует с женщиной, после чего её хватил новый удар, который окончательно подорвал её здоровье, и она умерла 29 декабря 1945 года в 67 лет. Эд, который теперь остался в полном одиночестве на ферме, начал читать книги по анатомии, истории о зверствах нацистов во время Второй мировой войны, различную информацию об эксгумации, также он любил читать местную газету, особенно раздел некрологов. Соседи не считали Гина сумасшедшим, просто «немного странным» безобидным чудаком и оставляли его сидеть с детьми, которым Гин иногда пересказывал то, что он прочёл на темы, которыми был одержим. Вскоре Гин начал посещать кладбища, выкапывать и расчленять трупы. Часто он руководствовался информацией, почерпнутой из некрологов в местной прессе. Ему особенно нравилось разрывать свежие могилы женщин, хотя позже на следствии он клялся, что не производил никаких сексуальных манипуляций с трупами, так как, по его словам, «они слишком плохо пахли». Некоторые части трупов Гин забирал домой, и скоро у него появилась своеобразная коллекция из черепов и отрубленных голов, которые он развешивал на стенах. Также Гин сшил себе костюм из женской кожи, который носил дома.
Местные дети, заглянувшие в окна дома Гина, рассказывали об увиденных человеческих головах, развешанных по стенам. Эдвард лишь смеялся и говорил, что его брат служил во время войны где-то в Южных морях и прислал ему эти головы в подарок. Тем не менее, по городку пошли слухи о странных предметах в доме у Гина, сам же он беззлобно улыбался и кивал, когда его спрашивали об отрубленных головах, которые он якобы держит дома.

### Убийства
8 декабря 1954 года Гин убил Мэри Хоган, хозяйку местной таверны. Гин смог незаметно перенести полную женщину к себе домой через весь город. Он расчленил её и держал останки у себя дома. Мэри объявили без вести пропавшей. Гин шутил, что она остановилась погостить в его доме. Мэри пропала из мотеля, оставив после себя лишь лужи крови, поэтому шутки Эда об исчезнувшей женщине всем казались безвкусными, но никто не воспринял его всерьёз.
16 ноября 1957 года бесследно пропала хозяйка лавки скобяных товаров пятидесятивосьмилетняя вдова Бернис Уорден. После полудня её сын Фрэнк Уорден вернулся с охоты и остановился у магазина. Он увидел, что матери нет дома, а входная и задняя двери остались незапертыми. Фрэнк обнаружил то, что его ужасно напугало — кровавый след, тянувшийся от витрины до чёрного хода. Быстро осмотрев помещение, Фрэнк нашёл смятую квитанцию на имя Эдварда Гина.
Полицейские приняли решение об обыске в доме Гина и сразу же нашли выпотрошенный и изуродованный труп Бернис Уорден в сарае у Гина. Труп был обезображен и подвешен как туша оленя. В доме Эда Гина был ужасный смрад. По стенам были развешаны маски из человеческой кожи и отрубленные головы, также был найден целый гардероб, изготовленный кустарным образом из дублёной человеческой кожи: две пары штанов, жилет, костюм, а также сделанные из человеческой кожи стул, пояс из женских сосков, тарелка для супа, сделанная из черепа. Холодильник был доверху забит человеческими органами, а в одной из кастрюль было найдено сердце. Позже Гин признался в том, что он выкапывал из могил тела женщин среднего возраста, которые напоминали ему мать.

### Арест, следствие и суд

Могила Эда Гина в 1999 году, видны следы вандализма

В течение многочасового допроса Гин сознался в убийстве двух женщин — Бернис Уорден и Мэри Хоган, хотя в убийстве последней он окончательно сознался лишь несколько месяцев спустя после допроса на полиграфе.
Пока шёл суд над Гином, местные мальчишки стали кидать камни в окна «дома ужасов», а горожане считали ферму символом зла и разврата, поэтому избегали её. Власти приняли решение продать имение с аукциона. Люди протестовали, но ничего не могли с этим поделать. Ночью 20 марта 1958 года дом Гина загадочным образом сгорел дотла. Есть версия, что это был поджог, но виновные так и не были найдены. Когда Гин, заключённый в тюрьму при Центральной государственной больнице, узнал о происшествии, он произнёс: «Так и надо». Участок Гинов приобрёл торговец недвижимостью Эдмин Ши. В течение месяца он уничтожил пепелище и близлежащий подлесок из 60 000 деревьев.
Автомобиль Эда Гина, на котором он ездил в день убийства к Бернис Уорден, был выставлен на аукцион. За этот лот соревновались 14 человек, и «Форд» был продан за большие по тем временам деньги в 760 долларов. Покупателем был Банни Гиббонз, устроитель ярмарки в Сеймуре, где появился автомобиль «Форд» в качестве аттракциона под названием «Автомобиль упыря Эда Гина». Более 2000 человек заплатили по 25 центов за то, чтобы увидеть машину в первые два дня показа. Заработок на дурной славе Гина был встречен горожанами Плейнфилда с возмущением. На Вашингтонской ярмарке в Слингере, штат Висконсин, машина демонстрировалась в течение четырёх часов, после чего на место прибыл шериф и закрыл аттракцион. После этого власти Висконсина запретили показ автомобиля. Дальнейшая судьба автомобиля неизвестна.
В соответствии с приговором суда Гин был признан невменяемым и направлен на принудительное лечение в больницу для больных преступников строгого режима (теперь Исправительное учреждение Додж) в Уопане, но позже был переведён в Институт психического здоровья Ментода в Медисоне. В 1968 году доктора решили, что Гин был достаточно нормален, чтобы вновь предстать перед судом. Новое судебное разбирательство началось 7 ноября 1968 года и длилось неделю. Судья Роберт Голлмэрп признал Гина виновным в предумышленном убийстве, но, поскольку Гин юридически был невменяемым, весь остаток жизни он провёл в психиатрической больнице, где умер 26 июля 1984 года от остановки сердца, вызванной раком, после чего был похоронен на городском кладбище Плейнфилда рядом с родителями и братом. В течение долгого времени надгробие его могилы подвергалось разрушению из-за охотников за сувенирами, а в 2000 году большая часть надгробия была украдена. В июне 2001 года могильный камень был восстановлен под Сиэтлом и помещён на хранение в отдел шерифа округа Уошара. Само захоронение Гина осталось на прежнем месте, но без каких-либо опознавательных знаков.

## Подозрения в других убийствах
Помимо подозрительной смерти брата, Гин по сей день является подозреваемым в нераскрытых исчезновениях 4 человек. Во всех случаях тех или иных прямых доказательств смерти пропавших найдено не было.
1. 1 мая 1947 года по дороге из школы домой в городе Джефферсон пропала восьмилетняя Джорджия Веклер. Поиски результатов не дали. Единственными уликами были следы шин «Форда», найденные на том месте, где её видели последний раз. После ареста Гин отрицал свою причастность к её исчезновению, и власти за отсутствием каких-либо улик в конечном итоге признали его невиновным в этом деле.
2. В ноябре 1952 года Виктор Тревис и Рей Барджесс решили поохотиться на оленей. Проезжая через Плейнфилд, они остановились в местном баре выпить виски. Через час охотники уехали. Больше их никто не видел.
3. В 1953 году в Ла-Кроссе, расположенном недалеко от Плейнфилда, исчезла девочка. Пятнадцатилетняя Эвелин Хартли присматривала за маленьким ребёнком знакомых. Через пару часов Джон Хартли, отец Эвелин, позвонил ей, но к телефону никто не подошёл. Встревоженный Хартли отправился проверить, всё ли в порядке. На стук в дверь никто не ответил. Заглянув в окно, он увидел на полу туфельку дочери и её очки. Все двери и окна в доме были закрыты, за исключением окна в подвале, на котором были пятна крови. Хартли забрался в дом через подвал. Увидев следы борьбы, он позвонил в полицию. От дома тянулся след из капель крови. На стене соседнего дома нашли кровавый отпечаток ладони. Через несколько дней недалеко от шоссе, проходящего рядом с Ла-Кроссом, полиция нашла несколько лоскутов от платья Эвелин Хартли с пятнами крови. Как и в случае с Векслер, Гин категорически отрицал свою причастность к исчезновению Хартли, поэтому власти аналогично признали его невиновным в её исчезновении.

## В массовой культуре

### В литературе
- Трилогия «Психоз»: «Психоз», «Психоз 2», «Дом психопата», Роберт Блох
- «Американский психопат», Брет Истон Эллис
- «Подсказки пифии» (2012), трилогия «Слабость Виктории Бергман», част. 3, Эрик Аксл Сунд

### В кино
- Вариант пересказа жизни Эдварда Гина как самого жестокого серийного убийцы за всю историю Америки сделан в фильме «Эд Гейн: Мясник из Плэйнфилда» и в фильме «В свете луны».
- Вариант пересказа жизни Эдварда Гина сделан в американском фильме «Deranged» 1974 года.
- Элементы биографии Эда Гина включены в знаменитые кинокартины — такие как «Психо», «Молчание ягнят», франшизу «Техасская резня бензопилой»[2], а также «Некромантик» андеграунд-направления.
- Эд Гин упоминается в сериале о серийных маньяках «Мыслить как преступник», несколько серий сняты по сюжету его жизни.
- Персонаж в 4-й серии 1-го сезона мультсериала «Супертюрьма!».
- Эд Гин упоминается в кинофильме «Американский психопат».
- Эд Гин упоминается в телесериале «Кости». Сезон 8, эпизод 5 «The Method in the Madness».
- Эд Гин частично послужил прототипом персонажа Закари Куинто в сериале «Американская История Ужасов: Психбольница».
- Персонаж Гина появляется в киноленте 2012 г. «Хичкок», где его роль исполняет актёр Майкл Уинкотт.
- Телесериал «Мотель Бэйтсов» 2013 г. В сериале у Нормана Бейтса (прототипом которого является Эд Гин) есть старший брат, как и у самого Гина, хотя в фильме Хичкока «Психо» у Нормана его не было.
- В телесериал «Ганнибал» включены элементы биографии Эда Гина.
- Эд Гин упоминается в 8-й серии мини-сериала «Монстр: История Джеффри Дамера»
- Серия фильмов «Техасская резня бензопилой» была снята по мотивам истории о Эде Гине

### В музыке
- Бредли Марк Стюарт, один из основателей группы Marilyn Manson, использовал в качестве части псевдонима фамилию Эда Гина.
- Песня «Dead Skin Mask» группы Slayer.
- Песня «Nipple Belt» группы Tad.
- Песня «Old Mean Ed Gein» группы The Fibonaccis.
- Песня «Nothing to Gein» группы Mudvayne.
- Песня «Young God» группы Swans.
- Песня «Deadache» группы Lordi.
- Песня «Ed Gein» группы Macabre + песня «The Geins» их же акустического проекта Macabre Minstrels.
- Песня «A Very Handy Man (Indeed)» группы The Meteors с альбома Madman Roll повествует об Эде Гине; в оформлении обложки LP использована фотография Гина.
- Песня «Wonderful Life» группы Bring Me The Horizon.
- Песня «Шов за Швом» российской группы Demons of Guillotine
- Песня «Ronald» американской группы Falling In Reverse

### В компьютерных играх
- Личность Эда Гина послужила прототипом для персонажа Эдди Глускина из хоррор-игры «Outlast: Whistleblower».